# Matias Lassen
Matias Lassen, född 15 mars 1996 i Rødovre, är en dansk professionell ishockeyspelare som spelar för Malmö Redhawks i SHL.